# ゴーターバヤ・ラージャパクサ
ゴーターバヤ・ラージャパクサ（シンハラ語: ගෝඨාභය රාජපක්ෂ, タミル語: கோட்டாபய ராஜபக்ச, 英語: Nandasena Gotabaya Rajapaksa, 1949年6月20日 - ）は、スリランカの政治家。第8代大統領を務めた。第6代大統領マヒンダ・ラージャパクサの弟で、マヒンダ政権下では国防・都市開発次官を務めた。
日本語での表記としては、ゴーターバヤ・ラージャパクサの他、ゴータバヤ・ラージャパクサ、ゴタバヤ・ラジャパクサなどが存在する。

## 来歴
ゴーターバヤはスリランカ南部の著名な政治家の家系に生まれた。コロンボのアナンダ・カレッジで学んだ後、1971年にセイロン陸軍に入隊。陸軍訓練所で士官訓練を受け、初めは通信将校 (signals officer) に、次いで歩兵連隊に配属された。1983年に勃発したスリランカ内戦においては、ガジャバ連隊を指揮して初期の主要な戦闘に参加した他、1987年に発生したスリランカ人民解放戦線の反乱鎮圧にも関わっている。その後は軍を早期退役し、情報技術の分野に移り、1998年にはアメリカ合衆国に移住した。
2005年にスリランカに帰国すると、兄マヒンダの大統領選を支援、マヒンダ政権の国防次官に任命された。ゴーターバヤの在任中の2009年、スリランカ軍は仇敵であるタミル・イーラム解放のトラ (LTTE) を打ち破り、指導者ヴェルピライ・プラバカランを殺害、26年にわたった内戦に勝利した。一方で、2006年にはLTTEの自爆テロにより暗殺のターゲットとされた。内戦後、ゴーターバヤは様々な都市開発プロジェクトを立ち上げている。2015年の大統領選でマヒンダが敗れると、彼もその地位を退いた。

### 大統領
2018年になり、翌年の大統領選の候補として浮上。民族主義と経済発展、国家安全保障を争点に多数派のシンハラ人の票を集め、第8代大統領に就任した。ゴーターバヤは議員を経ずに大統領となった初の人物である。就任後、兄マヒンダを首相に任命した。2020年には8月の議会選挙圧勝を受けて憲法改正へ踏み切り、大統領の権限を強化した。内閣には親戚4人を入閣させるなど、権力が集中しつつあると言われていた。
外交政策はインド寄りの前政権と異なり、親中国色を鮮明にしてきた。2021年2月には日本とインドの三か国で進めてきたコロンボ港東コンテナターミナルの開発を白紙撤回。自国で行う方針に変更した上で、同年11月、再開発事業は中国企業に発注された。

#### 経済危機と政権崩壊

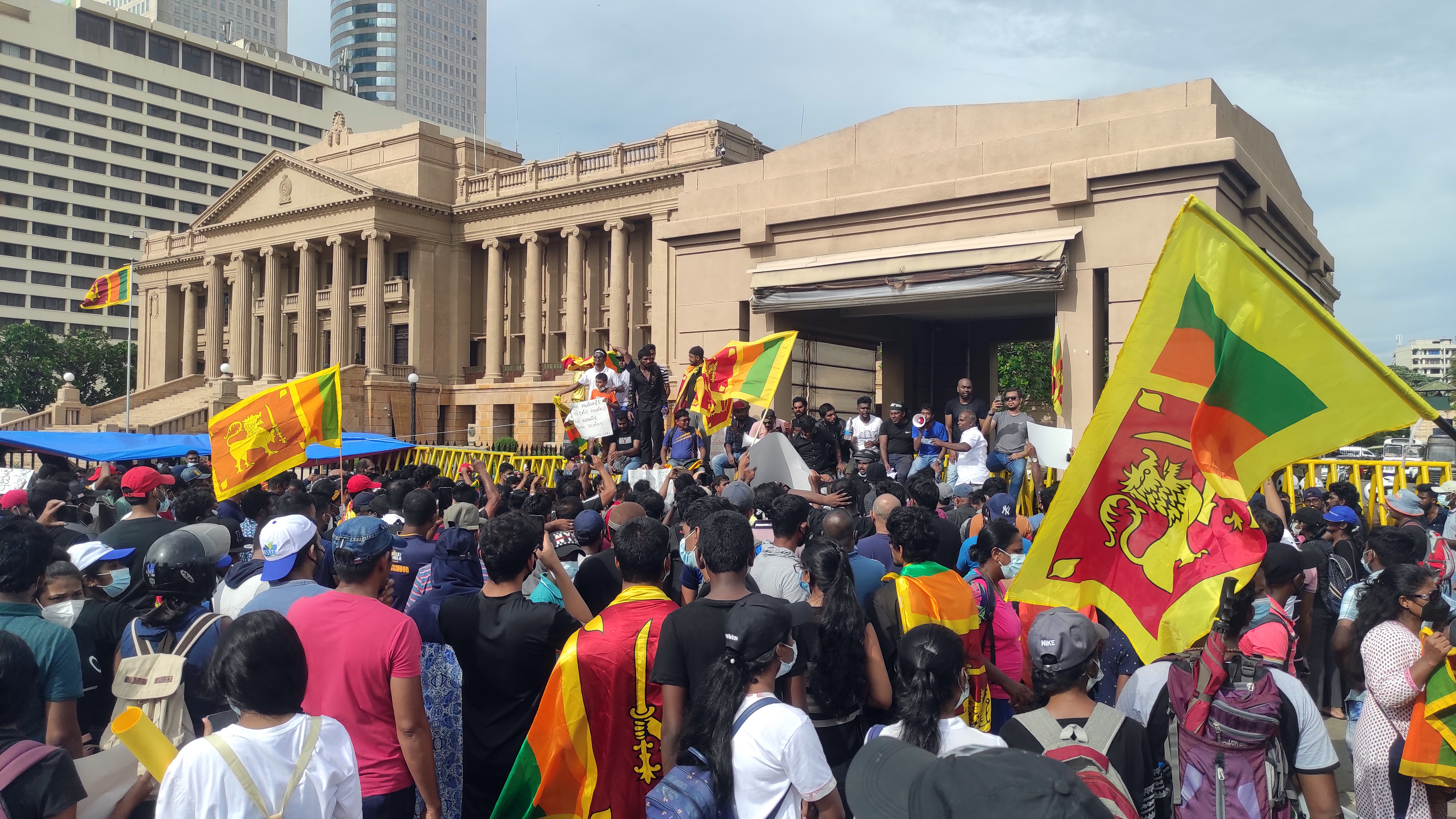
大統領府前での抗議デモ (2022年4月)

2022年3月31日、計画停電など経済的な混乱を契機に数百人の市民が大統領の邸宅を包囲。付近にあったバスが放火されるなど一帯が騒然となった。翌4月1日、大統領は治安当局に広範な権限を与える非常事態宣言を発令した。さらに4日までに経済混乱の責任を取る形で、大統領と首相を除く全閣僚およびスリランカ中央銀行総裁が辞任した。しかし4日に財務大臣に就任したアリ・サブリーは1日で辞任し、非常事態宣言も5日午前0時をもって撤回に追い込まれ、議会からの辞任圧力が強まった。4月8日になってサブリの財務大臣辞任を拒否し、サブリはそのまま続投することとなった。労働組合などが大規模なストライキを各地で実施するなどしたため、5月6日に再び非常事態宣言を発令した。
2022年5月にラニル・ウィクラマシンハを首相を据え経済危機への対処にあたったが状況は好転せず、7月9日にラージャパクサの辞任を求めるデモ隊が大統領公邸の敷地内に侵入し占拠。ラージャパクサは事前に安全な場所に退避し難を逃れたものの、13日に辞任する意向を固めたと報じられた。辞任当日の7月13日未明に家族とともに軍用機でモルディブへ脱出した。政権は事実上崩壊したが事前に予定されていた13日に辞任表明は行わず、14日にはシンガポールに移動し、国会議長宛に送付した電子メールで、大統領辞任を表明。15日に正式に大統領を退任した。

#### 退陣後
2022年8月11日は、滞在の査証が期限切れとなるシンガポールからタイ王国に移動したが、政治亡命は求めなかった。9月2日にスリランカへ帰国した。現在はアメリカ合衆国の永住権を申請中。